# Баща в излишък
„Баща в излишък“ (на английски: Daddy's Home) е американска комедия от 2015 г. на режисьора Шон Андърс. Снимките започват на 17 ноември 2014 г. и приключват на 6 февруари 2015 г. Премиерата на филма в САЩ е на 25 декември 2015 г., а в България на 22 януари 2016 г. Това е вторият филм, в който Уил Феръл и Марк Уолбърг си партнират, след „Ченгета в резерв“ (2010).

## Актьорски състав
| Актьор            | Роля                 |
| ----------------- | -------------------- |
| Уил Феръл         | Брад Уитакър         |
| Марк Уолбърг      | Дъсти Мейрон         |
| Линда Карделини   | Сара Уитакър         |
| Томас Хейдън Чърч | Лио Холт             |
| Скарлет Естевес   | Меган Мейрон         |
| Джон Сина         | Роджър               |
| Оуен Вакаро       | Дилан Мейрон         |
| Боби Канавал      | д-р Емилио Франсиско |